# Фельдмаршал Граф Шереметев (подводная лодка)
«Фельдмаршал Граф Шереметев» — российская подводная лодка типа «Касатка», входившая в состав флота в 1905—1919 годах.

## История строительства
Последний корабль в серии был дозаказан на средства, собранные «Особым комитетом по усилению военного флота на добровольные пожертвования», причём значительную сумму внесла семья Шереметевых, благодаря чему корабль был назван в честь генерала-фельдмаршала графа Бориса Шереметева (1652—1719), соратника Петра I. Миноносец был заложен на Балтийском заводе в 1904 году. В августе того же года — спущен на воду, и после пробного погружения отправлен железной дорогой во Владивосток.

## История службы
В мае 1905 лодка была собрана и введена в строй, успела принять участие в русско-японской войне, выходила в дозоры к заливу Петра Великого. В 1906 году «Фельдмаршал Граф Шереметев» переклассифицирован в подводную лодку, прошёл модернизацию — получил среднюю рубку, прибывшую с завода-изготовителя. В 1909—1910 годах на лодке испытывалось воздухозаборное устройство, прообраз шноркеля.
В 1910—1914 годах лодка базировалась на Владивосток, в ходе летних кампаний совершала переходы в бухту Разбойник и далее в залив Стрелок. В 1913 году во Владивостоке прошла капитальный ремонт с заменой бензиновых двигателей на 160-сильный дизель, в том же году по неосторожности командира при маневрировании разбила перископ о плавбазу «Ксения». В 1914 году, после начала Первой мировой войны, перешла во Владивосток, приняла полные запасы и боеприпасы. В 1915 году прошла капитальный ремонт во Владивостоке, затем доставлена по железной дороге снова в Петроград. Совершала боевые походы, была дооборудована пулемётом. В августе 1917 года получила имя «Кета». С 1918 года хранилась в порту, в 1924 году во время наводнения (по другим данным — в 1922 году) затонула у стенки. Была поднята и разделана на металл.

## Командиры
- сентябрь 1904 — октябрь 1905: Д. Д. Заботкин
- октябрь 1905 — июль 1907: К. К. фон Нерике
- июль 1907 — июль 1908: А. А. Нищенков[1]
- сентябрь 1908 — ноябрь 1912: А. Г. Кейзерлинг, граф
- ноябрь 1912 — октябрь 1913: Г. Е. Дихт
- октябрь 1913 — сентябрь 1916: Н. Л. Якобсон (с перерывом)
- февраль — апрель 1914: М. В. Копьёв
- январь — октябрь 1917: Ф. Ф. Бохенский
- октябрь 1917 — ноябрь 1918: Н. А. Горняковский
- ноябрь — декабрь 1918: А. А. Морозов